# کبوتر پیکازورو
 کبوتر پیکازورو (نام علمی: Patagioenas picazuro) نام یک گونه از سرده کبوتر میدانی آمریکایی است.